# Kreatin
Kreatín je energetsko bogata snov v mišicah, ki po reverzibilnem prenosu fosfatne skupine s kreatinsko kinazo omogoča shranjevanje celične energije, potrebne za mišično delo.

## Zgodovina
Kreatin je bil prvič identificiran leta 1832, ko ga je Michel-Eugène Chevreul izoliral iz bazičnega vodnega ekstrakta skeletnih mišic. Kasneje je kristalizirano oborino poimenoval po grški besedi za meso, κρέας (kréas). Leta 1928 je bilo dokazano, da kreatin obstaja v ravnotežju s kreatininom. Študije iz dvajsetih let dvajsetega stoletja so pokazale, da uživanje velikih količin kreatina ni povzročilo njegovega izločanja. Ta rezultat je pokazal na sposobnost telesa, da shranjuje kreatin, kar je predlagalo njegovo uporabo kot prehransko dopolnilo.